# Li Tong
Li Tong, född 6 maj 1967, är en friidrottare från Kina. Han deltog vid olympiska sommarspelen 1992 och olympiska sommarspelen 1996.